# Magyartelek
Magyartelek es un pueblo ubicado en el distrito de Sellye, en el condado de Baranya, Hungría.

## Superficie
Posee una superficie de 6,840 kilómetros cuadrados.

## Demografía
Hasta 2019 la población era de 206 habitantes, con una densidad de población de 30,12 habitantes por kilómetro cuadrado.